# Шимон Пілецький
Шимон Пілецький (16 липня 1925 року в Троках — 5 червня 2023, Варшава) — польський інженер, дослідник літаків, полковник Польської армії у відставці та активіст караїмської громади, з 1971 року голова правління Релігійної асоціації Караїм .

## Автобіографія
Дитинство провів у Лешниках поблизу Вільно. Навчався у Вільнюському університеті (1944–1945) та Вроцлавському технологічному університеті (1945–1951); здобув ступінь доктора технічних наук у 1962 р. у Військовому технологічному університеті (MUT). У 1951–1970 роках був співробітником Військового технологічного університету, а з 1970 року - Інституту фундаментальних технологічних досліджень Польської академії наук. У 1989 р. здобув звання доцента, а в 1993 р. Став професором. Спеціалізувався на вивченні твердих тіл та процесів руйнування акустичними методами.
У 1982 році під його керівництвом отримав докторський ступінь Фелікс Реймунд.
Шимон утратив свої життєві заощадження в трьох найбільших фінансових скандалах у Польщі.

## Вибрані публікації
Шимон Пілецький є автором або співавтором 12 книг та близько 180 наукових статей в галузі авіації та машинобудування .
- 1989: Випробувальний стенд для вимірювання пружних констант та внутрішнього тертя твердих тіл. Резонансний еластометр (Stanowisko badawcze do pomiaru stałych sprężystości i tarcia wewnętrznego ciał stałych. Elastometr rezonansowy)
- 1979: Аналіз впливу рухливості дефектів решітки на властивості металевих матеріалів при підвищених температурах (Analiza wpływu ruchliwości defektów sieci krystalicznej na własności materiałów metalowych w podwyższonych temperaturach) (з Петром Копанією)
- 1975: Авіація та космонавтика. Енциклопедичний план (Lotnictwo i kosmonautyka. Zarys encyklopedyczny) (наступні видання в 1978 та 1984)
- 1970: Вступ до дифузійної теорії втоми металів (Wstęp do dyfuzyjnej teorii zmęczenia metali)
- 1969: Бойові літаки 1910-1967 (Samoloty bojowe 1910–1967) (з Єжи Доманським)
- 1965: Від Ікара-волхва (Od Ikara mędrsi) (угорське видання: 1968)
- 1961: Авіація без аеродромів (Lotnictwo bez lotnisk)
- 1960: Авіація. Мала енциклопедія (Lotnictwo. Mała Encyklopedia) (II видання: 1961)
- 1956: Найновіші конструкції літаків (Najnowsze konstrukcje lotnicze) (колективна робота)

Він також публікує дослідження з караїмознавства:
- Bogusław i Kamila Firkowiczowie oraz ich potomkowie. Almanach karaimski 2007, ss. 85-100
- 70-lecie ustawy sejmowej dotyczącej Karaimów. „Awazymyz”. 2006, z. 1 (12), s. 17
- Роль караимов Галича в установлении юридического статуса каримских общин в 1920-30 годы. W: Караїми Галича. Історія та культура. Матеріали міжнародної конференції, Львов-Галич 2002, ss. 94–100
- Karaimi na Litwie i w Polsce, (współred. z: Lucjan Adamczuk, Halina Kobeckaitė), Warszawa 2003
- Karaimi w Polsce po 1945 r. Migracja podczas i po II wojnie światowej. W: Karaimi, Pieniężno 1987, ss. 41–50
- Z Kresów Wschodnich ku Politechnice Wrocławskiej. W: Politechnika Wrocławska we wspomnieniach pierwszych absolwentów. Moja droga do Politechniki Wrocławskiej, Wrocław 1991, ss. 155–166.
- Chłopiec z Leśnik. Dziennik 1939–1945, Wrocław 2009

## Виноски
1. 1 2 3 4  Чеська національна авторитетна база даних
2. 1 2  Nauka Polska
3. ↑  , Violetta Krasnowska, "O profesorze, który padł ofiarą finansowych przekrętów"
4. ↑  , Agata Kołodziej, "WGI, Amber Gold i Finroyal. Jak 91-letni pułkownik stracił oszczędności życia i dziś walczy w sądzie"
5. ↑  Na upadku zwykłych ludzi żeruje Skarb Państwa (пол.), архів оригіналу за 2 червня 2021, процитовано 1 червня 2021
6. ↑  Oszukali nas. Gdzie jest państwo? (пол.), архів оригіналу за 2 червня 2021, процитовано 1 червня 2021
7. ↑  91-latek stracił 300 tys. zł przez oszustów finansowych. Teraz ich sądzi, архів оригіналу за 2 червня 2021, процитовано 1 червня 2021

## Зовнішні посилання
- Prof. dr hab. inż. Szymon Pilecki, [у:] База даних "Люди науки" польського наукового порталу ( OPI ) [Інтернет] [дата доступу 28.12.2008] .
- Біографії С. Пілецького польською мовою Російська та англійська